# Cri de la carotte
Le cri de la carotte (également appelé « argument de la souffrance des plantes »[réf. nécessaire]) est une métaphore du raisonnement selon lequel les végétaux seraient des êtres sensibles au point de pouvoir souffrir tout autant que les animaux. Plusieurs sources de sensibilité végane rapportent que cette expression est mise en avant par des consommateurs de viande, afin de relativiser la souffrance et les cruautés subies par les animaux dans les élevages et dans les abattoirs et, de manière générale, de discréditer la défense des animaux d'élevage.

## Description
La métaphore du cri de la carotte se décrit ainsi :

« Certes, on sait que les animaux souffrent. Mais il est vraisemblable que les plantes souffrent aussi. Or, il est impossible d’appliquer une égale considération aux plantes comme aux animaux ici, car sinon on mourrait de faim. Par conséquent, autant ne rien faire du tout, et continuer à manger de tout. »

— Jean-François Braunstein, La philosophie devenue folle : Le genre, l'animal, la mort (2018).
Le cri de la carotte est fréquemment mentionné par des promoteurs du véganisme ou de l'alimentation végétarienne, pour décrire un argument qu'ils attribuent aux « carnistes ». Ainsi, Daphnée Leportois considère-t-elle que c'est le point Godwin de tout débat entre  végétarien et carniste, alors que Yves Bonnardel rapporte que lorsqu'il aborde le thème de la domination des humains sur les animaux, et plus précisément le sujet de l'alimentation carnée, « beaucoup de gens se mettent aussitôt à parler des plantes sur un mode agressif : selon eux, les plantes pensent, sont conscientes, crient, souffrent ou ont du plaisir »,. Thomas Lepeltier note que l'argument sert à pointer du doigt les végétaliens pour leur incohérence dans la prise en compte de la souffrance non humaine, reconnaissant celle des animaux d'élevage et écartant celle des plantes.
Dans un mémoire consacré principalement aux stratégies de résilience des associations de défense de l'élevage face aux avancées du mouvement végane, Pauline Di Nicolantonio range l'argument du cri de la carotte au nombre des attaques ressenties par les promoteurs d'une alimentation non carnée, à côté de l'évocation de carences nutritionnelles ou de risques de perte de la masculinité. Cette auteur souligne l'usage du mot véganphobie pour qualifier ces attaques attribuées notamment aux promoteurs de l'alimentation carnée. 

## Variantes
Végan France considère que le cri de la carotte doit être compris comme un terme générique renvoyant à plusieurs variantes, tels le « hurlement de la carotte » attribué au magazine Voici ou le « cri de la laitue » attribué à Arnaud Viviant lors d'une émission du Masque et la Plume consacrée au livre de Jonathan Safran Foer Faut-il manger les animaux ? 

## Origine de l'expression
L'évocation d'une prétendue « souffrance végétale » pour justifier une absence de prise en considération de la souffrance des animaux d'élevage est très ancienne. Ainsi Jean-Baptiste Jeangène Vilmer considère-t-il que Porphyre, au IIIe siècle, y répondait déjà « mettre sur le même pied plantes et animaux, voilà qui est tout à fait forcé. La nature des uns en effet est de sentir, de souffrir, de craindre de subir un dommage et donc aussi une injustice. Les autres n'ont aucune sensation et donc rien qui leur soit inapproprié ou mauvais ».
L'une des plus anciennes mentions du cri de la carotte proviendrait d'un livret d'une pantomime du XIXe siècle écrite par Champfleury et Albert Monnier. Dans ce spectacle mimé de 1848 ayant pour nom La reine des carottes, dont la première représentation eut lieu le 27 septembre 1848 au théâtre des Funambules, à Paris, il est question des aventures de Pierrot, un jardinier se souciant de la situation et du devenir des légumes de son jardin : Il faisait surtout une guerre acharnée aux insectes, aux taupes ; mais quand il fallait arracher de terre les légumes , Pierrot en pâlissait ou s'y reprenait à trois fois. Le cri de la carotte est confirmé quand Champfleury atteste quelques années plus tard dans son ouvrage Contes d'Automne de 1854 que cette pièce mimée faisant allusion à la « souffrance des carottes » fut réalisée en partie pour se moquer des végétariens.
Quant à l'expression communément utilisée du « cri de la carotte », elle tirerait son origine de l'ouvrage de Michel Serrault édité en 1995, Le cri de la carotte,, dans lequel l'auteur évoque son enfance et son œuvre en relatant différents faits qui ont été décisifs dans sa carrière. Néanmoins, il n'y est pas mention de la question animale.
On la trouve également comme titre d'un ouvrage collectif de Passerelle Eco rassemblant les réponses à une enquête réalisée en 1995 sur le thème de l'alimentation.

## Analyses sociologique et scientifique
Selon les sources véganes, cette expression tend à mettre sur le même plan les végétaux et les animaux, s'agissant de la question de la sensibilité et donc de la souffrance,. Les véganes considèrent que cette notion est étroitement liée à la mentaphobie, concept qui consiste à refuser de croire en l'existence de conscience chez les animaux (en particulier les animaux d'élevage), toujours dans le but final de justifier leur consommation,. Dans un débat, ils dénoncent le cri de la carotte comme étant un argument fallacieux, qu'ils mettent sur le même plan que l'argument des Inuits, du Lion et de la Gazelle, des hommes préhistoriques, des canines ou tout simplement de l'appel à la nature,,.
Si les véganes préconisent de mobiliser le contre-argument selon lequel un consommateur de viande participe bien plus à la « souffrance végétale » qu'un non-consommateur de viande car, pour créer une calorie animale, il faut utiliser entre 4 et 10 calories végétales (selon l'animal), ils soulignent comme encore plus important de mentionner que, si la recherche d'une forme de souffrance chez les végétaux est tout à fait légitime scientifiquement, l'idée de la souffrance végétale demeure sophistique et relève du cri de la carotte dès lors qu'elle est mobilisée dans le but de banaliser le sort des animaux (notamment l'utilisation qu'on fait d'eux, leur consommation...),.
À ce jour, aucune étude scientifique sérieuse, qui ne relève pas du poisson d'avril, n'a prouvé que les végétaux sont dotés des mêmes caractéristiques causant la souffrance que les animaux (absence de récepteurs nociceptifs et de système nerveux central, ressentiment physique et psychologiques très peu développé, voire inexistant). Toutefois, les recherches scientifiques sur la sensibilité des végétaux et des plantes ont permis d'établir que les végétaux sont capables de communiquer entre eux, d'interagir, de réagir aux variations climatiques voire sonores, tout comme les acariens, les bactéries et les protozoaires, d'ailleurs,.